# ドリーン・ヴァリアンテ
ドリーン・イディス・ドミニ・ヴァリアンテ（Doreen Edith Dominy Valiente、1922年1月4日 - 1999年9月1日）は、ガードナー派ウイッカの中で初期の宗教的典礼文の多くを執筆したイギリスのウイッカン。作家、詩人でもあり、彼女はまた、ウイッカに関する秘伝的な事項を扱う5冊の本を出版した。ヴァリアンテは1922年1月4日、サリーで生まれた。中流家庭で生まれた彼女は10代の時には魔術を実践し始めていた。第二次世界大戦中にブレッチリー・パークで翻訳者として働いていた彼女は、この時期に2回結婚した。戦後はオカルトに興味を持ち、ボーンマスで友人と儀式的な魔術を実践した。ウイッカを学ぶと、彼女は1953年に指導者であるジェラルド・ガードナーに見出された。すぐにガードナーのカヴンの高等司祭となった彼女は、『ウィッチーズルーン』や『女神の説示』『影の書』など、ウイッカにおいて重要なテキストを作成・編纂した。
ウイッカの歴史に多大な影響を与えた彼女は、ウイッカのコミュニティでは「現代ウィッチクラフトの母」と呼ばれており、2つの伝記が発行されている。